# Scogli di Mezzocammino
Gli scogli di Mezzocammino sono due scogli del mar Tirreno situati a ridosso della costa nord-orientale della Sardegna, all'interno del golfo di Olbia.

Appartengono amministrativamente al comune di Olbia.